# The Prodigy
Продиџи (енгл. The Prodigy, IPA: ) британски је брејк бит бенд чија музика садржи разне стилове, почевши од рејва и хардкор техна почетком '90-их до алтернативног рока и биг бита са вокалним елементима панка на каснијим албумима.
Тренутну поставу бенда чине Лијам Хаулет (Liam Howlett) — композитор/ клавијатуре, Кит Флинт (Keith Flint) — играч/ певач и Максим Ријалити (Maxim Reality) — ем-си/певач. Лирој Торнхил — играч био је члан бенда од 1990. до 2000, као и играчица/ певачица по имену Шарки (Sharky), која је напустила бенд убрзо по његовом настанку.
Продиџи се први пут појавио на андерграунд рејв сцени почетком 90-их и убрзо након тога доживео велику популарност и постао познат у целом свету. Неке од њихових најпопуларнијих песама су Charly, Out of Space, No Good (Start the Dance), Voodoo People, Firestarter, Breathe, Girls и Smack My Bitch Up.

### Историја
Почетак Продиџија означио је почетни демо Лијама Хаулета од десет песама направљених на синтисајзеру марке Roland W-30, у Есексу, Енглеска. Издавачка кућа XL Recordings је узела демо и издала 12-инчно издање What Evil Lurks у фебруару 1991. Име бенда потиче од назива Moog The Prodigy аналогног синтисајзера. Иако је изгледало да се име бенда променило из The Prodigy у Prodigy између издања Music for the Jilted Generation и The Fat of the Land 1996. и поново вратило на претходни назив са изласком албума Always Outnumbered, Never Outgunned 2004, по речима Лијама Хаулета то се догодило само да би се име уклопило у нови лого.
Продиџијев први јавни наступ (када су се Хаулету прикључили играчи Кит Флинт, Лирој Торнхил и Шарки) био је у клубу Four Aces у Далстону, Лондон. Сингл Charly, који је изашао шест месеци касније, августа 1991, био је велики хит на тадашњој британској рејв сцени, доспевши на треће место британске листе синглова и по први пут скренувши већу пажњу публике на бенд. Неки критичари су касније изјавили како је излазак сингла Charly, са својим упечатљивим семплом у коме се користи глас из истоимене дечје серије на државној телевизији, означио коначан слом андерграунд рејв сцене, отварајући врата поплави рејв песама које се сматрају мање квалитетним, попут Trip to Trumpton и Sesame's Treet групе Smart E's .

## Каријера и албуми

### (1992)
Мање од годину дана након успеха сингла Charly, бенд је у новембру 1992. избацио први студијски албум — The Prodigy Experience, албум који је оставио значајан траг у историји британске рејв музике. Албуму су претходили ништа мање успешни синглови Out Of Space и Everybody In The Place. На песми Death of the Prodigy Dancers гостовао је ем-си Максим Ријалити, који се убрзо прикључио бенду као четврти, пуноправни члан, након што их је Шарки напустила.
Након The Prodigy Experience и изласка пратећих синглова, група се одмакла од репутације „детињастог рејва“, која их је до тада пратила пошто је албум био иновативнији од већине албума у то време. На албуму је било алтернативних верзија хитова, као и потпуно нових попут Jericho и Music Reach (1/2/3/4). Албум је „преко ноћи“ постао врло популаран, а реч „Продиџи“ постала је синоним за одличне живе наступе. Једна од најзначајнијих песама са албума, Weather Experience, показала је да је Лијам способан за много више од само лудо брзог хардкора.

### (1994)
У периоду након албума The Prodigy Experience и синглова који су га пратили британска рејв сцена била је пред гашењем што је пропраћено бројним претњама власти о „антирејв“ законима који би требало да буду донети. Године 1993. Хаулет је издао плочу са такозваном белом етикетом на којој је само наведен наслов Earthbound I. Њен хипнотички, тврди звук наишао је на широко одобравање андерграунд сцене. Многи који су пре тога критиковали бенд били су запањени када су сазнали ко стоји иза сингл плоче која је званично издата под именом One Love касније те године и доспела на 8. место британских топ-листа.
Дана 14. јула 1994. године изашао је Продиџијев други албум — Music for the Jilted Generation (Музика за изневерену генерацију). Албум почиње Smack my bitch upИнтроом: "И тако, одлучио сам да свој рад вратим у подземље — како бих спречио да падне у погрешне руке." Тринаест песама са хип-хоп, рок, амбијенталним, хард денс, понегде и џез звуком (3 Kilos) стале су на 79 минута албума који је након изласка одмах доспео на прво место топ-листа. За само три недеље продато је 100.000 примерака, а за два месеца надмашио је албум Experience. Након пет месеци продато је пола милиона копија. Номинован је за награду Mercury Music, а по многима је проглашен за албум године. Лијам је овим албумом хтео да потврди своју оданост рејв сцени. На задњој страни буклета налазила се реченица:
— 20px, in Реченица са омота албума , (1994), 20п
У преводу: „Како влада може да спречи људе да се забављају? Борите се против тих јајара." Лијам је касније образложио да албум представља протест против закона којим је британска влада полицији дала већа овлашћења против рејвера. Називом албума желео је да поручи како је британска влада издала/изневерила младе, а на његовим средњим странама налазила се метафорична слика која то илуструје. Албум је садржао и концептуални део The Narcotic Suite (задње три песме), као и нагињање ка року (Their Law, на којој је гостовао Pop Will Eat Itself).
Интернационални успех албума значио је да је турнеја изван Уједињеног Краљевства сада могућа. Бенду се као подршка придружио гитариста Џим Дејвис (Jim Davies) (из групе Pitchshifter) 1995. године, ради извођења песама Their Law, Break And Enter 95, као и разних интермецоа и варијација осталих песама на живим наступима. На великој светској турнеји која је уследила наступили су, између осталог, у Бејруту, на московском Црвеном тргу и у Београду.

### (1997)
Године 1996. појавио се хит сингл Firestarter на коме по први пут пева Кит Флинт, који се тада појавио у свом новом, касније свуда препознатљивом имиџу. Песма је доспела на прво место свих топ-листа у Британији, а бенду омогућила да начини пробој на америчко тржиште као и тржиште осталих прекоокеанских земаља. Исте године наступили су и на Лолапалуза фестивалу.
У понедељак 30. јуна 1997. године појавио се њихов трећи албум — The Fat of the Land. Као и његови претходници, албум је био прекретница како за бенд, тако и за ширу мејнстрим денс сцену. Албум су чиниле упрошћене мелодије, мање семплова и панк вокали. The Fat of the Land је и поред тога задржао изворне ритмичне прекиде и „завијајуће“ клавијатуре и потврдио репутацију бенда као једног од најпознатијих и најутицајнијих хард денс бендова на свету, заузевши прва места на британским и америчким топ-листама. На албуму се налазио и њихов до тада најпродаванији сингл — Breathe.

#### „Smack My Bitch Up“ контроверза (САД)
Група је имала доста простора на рок станицама које су пуштале њихову песму Smack My Bitch Up, чиме је она добијала све већи негативни публицитет. Time-Warner, њихов амерички партнер, осетио је шта се кува у Националној организацији жена (NOW) у вези са овом песмом. Иако су речи песме само понављање реченице „Change my pitch up, smack my bitch up“, NOW је тврдила да су речи песме „...опасна и увредљива порука која охрабрује насиље према женама“.
Хаулет је одговорио на нападе тврдећи да су речи песме погрешно схваћене и да песма значи „радити нешто жестоко, као када си на сцени — када добијаш екстремно моћну енергију“. Бенд није написао речи песме, већ је узео семпл из класика групе Ultramagnetic MCs' — Give The Drummer Some, која се такође појављује и на албуму Dirtchamber Sessions, а већ раније су користили семпл из њихове песме Critical Beatdown за сингл Out of Space. Пар радио станица бранило је песму, али су је ипак пуштале само ноћу. Видео спот, који је режирао Јонас Екерлунд (Jonas Åkerlund), представљао је поглед из првог лица некога ко иде у клабинг, конзумира огромну количину дроге и алкохола, упушта се у туче, вређа жене и на крају покупи проститутку. Крај спота представља изненађење, када камера пада на огледало, откривајући ко је у ствари та особа — жена. MTV је пуштао спот само између 1 и 5 ујутру како би старији гледаоци имали прилику да виде „вруће“ снимке. Режисер је рекао да је добио инспирацију за спот након ноћи проведене у пићу и забавама у Копенхагену.
Ланци америчких супермаркета Волмарт и Кмарт су касније објавили како ће повући The Fat of the Land са својих штандова. Иако се плоча налазила на њиховим полицама више од 20 недеља, обе продавнице тврдиле су да је маркетиншка кампања за нови сингл увредљива.
Средином 2002. године целовита, нецензурисана верзија овог музичког спота пуштена је на MTV2 као део специјалне емисије која је представљала топ-листу најконтроверзнијих спотова икада пуштених на MTV-ју. Емисија је приказивана касно ноћу. Smack My Bitch Up је добио епитет „Најконтроверзнији видео“ и заузео прво место на топ-листи.
Уколико људи искрено мисле да ће Smack My Bitch Up навести људе да почну да бију жене, онда ћемо једноставно направити песму која каже 'пошаљите сав ваш новац на ову адресу'.— 20px, in Лирој Торнхил, 20п

#### Случај
Продиџи и Бисти бојс били су умешани у вербални рат на Рединг фестивалу 1998. године. Бисти бојс су затражили од Продиџија да избаце Smack My Bitch Up са репертоара, тврдећи да је песма увредљива — али је Продиџи свирао песму, док је Максим викао маси: „Радим шта ми се јебено хоће!" Касније је Ад Рок (Ad Rock) из Бистија прокоментарисао: „Тамо одакле долазим то није кул“. Интересантно је да Лијам заправо и није желео да свирају на Редингу 1998. јер је цео бенд у то време био уморан од турнеје.
Упркос ономе што се догодило између њих, групе су закопале ратну секиру. Бисти бојс су чак дозволили да Лијам узме део њихове музике за његов микс албум Dirtchamber Sessions. Лијам је изјавио: „Без обзира на то шта се десило између мене и Ад-Рока, није се изгубило поштовање, барем што се музике тиче. Без обзира шта су урадили, не мислим ништа мање добро о њима као музичарима. А у суштини, уколико правим олд-скул плочу, било би глупо с моје стране да њих тамо нема“.
Адам Јоук (Adam Yauch) из Бистија је изнео њихов став: „Мислим да се све добро завршило. Само смо желели да Продиџију ставимо до знања да је та песма имала тачно одређено значење са тим речима... Желели смо да им кажемо нешто у смислу: „Прошли смо кроз то, осећамо се лоше због те песме и желели бисмо да вам предложимо да је не свирате." Бенд је закључио да остави да цела ствар одстоји, иако се никада нису сложили са садржајем песме.

### (1999)
Године 1999. изашао је Prodigy Present The Dirtchamber Sessions Volume One, соло микс албум Лијама Хаулета, направљен за микс шоу Би-Би-Си Радија 1 — The Breezeblock. Иако је у питању самостално дело Лијама Хаулета, издато је са натписом „Продиџи представља“. Албум је настао као резултат Лијамовог ди-џеј сета из 1998. године, када је наступао у емисији код Мари Ен Хобс (Mary Anne Hobbs), извевши сличан сет. Како би се спречило појављивање пиратског издања, објављена продужена верзија Бризблок микса. Два микса разликовала су се од оригинала јер нису добијена права за све семплове од којих је најпознатији Sgt. Peppers Lonely Hearts Club Band Битлса. Пре појаве овог албума, крајем 1998. године, појавио се албум под називом The Castbreeder, наводно нови Продиџијев албум. Иако је на први поглед изгледао као регуларно XL Recordings издање, многе ствари указивале су на то да није у питању аутентично издање. Албум је углавном садржао живе верзије песама групе -Џанки екс-ел са албума Saturday Teenage Kick. По мишљењу већиње људи музика није лоша, али очигледно је да то није Продиџи јер не поседује њихову добро познату енергију. Готово је сигурно да издање потиче из Русије, мада има оних који се са тиме не слажу.

### (2002)
Након пет година паузе од издања The Fat of the Land, Prodigy, 1. јула 2002. године издали су свој четрнаести сингл — Baby's Got a Temper. То је био други сингл који не припада ни једном албуму и први који је издат без Лироја Торнхила, који је у међувремену напустио групу. Четири дана након изласка сингла појавио се и видео-спот, чија је TV премијера била на MTV2. Спот у коме бенд уживо свира пред публиком коју чине краве први пут је приказан у 9:00, да би након тога био нон-стоп пуштан од 0:00 до 6:00. Спот је заснован на Лијамовом сну у коме он свира пред крдом говеда, сниман у Прагу, а режирао га је Трактор (Traktor). Песму је написао споредни бенд Кита Флинта — Flint, а на њој је поново гостовао Џим Дејвис. Хаулет је урадио музику и продукцију. Поново је песма изазвала контроверзе јер се у њој спомиње такозвана „принудни секс“ дрога — Rohypnol, иако остаје нејасно да ли бенд глорификује дрогу, или је представља у негативном светлу. Песма Baby's Got a Temper је наишла на углавном негативне оцене, а након неког времена је се и Лијам Хаулет делимично одрекао. Међутим, исте године, магазин Q прогласио је The Prodigy за један од "50 бендова које вреди видети док си жив“.
Након Baby's Got a Temper, што се мене тиче, никада нисам био задовољан том плочом. Имао сам осећај, док сам био на сцени, како сам упао у шаблон писања песама и да је због тога звучала банално — сада је лако погледати уназад и рећи да ли је требало или није да је урадимо — знате шта мислим? Али мислим да је, услед наше неопрезности, то био дефинитивно задњи пут да направимо такву плочу.— 20px, in Лијам Хаулет, , интернет магазин (2004), 20п

### (2004)
Када су већ многи помислили да је са Продиџијем готово, 23. августа 2004. (14. септембра у САД) појавио се њихов четврти студијски албум — Always Outnumbered, Never Outgunned. Назив албума потиче од назива познатог романа Волтера Мозлија (Walter Mosley) — Always Outnumbered, Always Outgunned. Претходио му је експериментални сингл Memphis Bells, а за њим је ишло традиционално издање сингла Girls. Пет хиљада дигиталних копија песме Memphis Bells продато је преко Интернета. Свака од копија била је комбинација инструментала, ритма и мелодије, где је купац по жељи бирао један од 39.600 (од укупно 660.000) понуђених избора. Пет миксева продато је у три формата фајла — WAV, два аудио микса у MP3 формату и 5.1 DTS Multichannel audio mix, од којих ниједан није имао Digital rights management, односно било какву врсту заштите. Експеримент је био успешан, јер је за само 36 сати продато 5.000 копија, упркос бројним проблемима са сервером. Иако је за турнеју окупио стару поставу, Лијам Хаулет је на овом албуму једини члан бенда који је музички заступљен. На албуму је гостовало много извођача, од којих су најпознатији Лијам Галагер (Liam Gallagher) из групе Oasis и глумица/ певачица Џулијет Луис (Juliette Lewis). Албум је доспео на прво место на листи најбољих албума у Британији, али се на њему није дуго задржао и није имао великих хитова. 
Овај албум би требало да подсети људе на оно што је The Prodigy одувек био — битови и музика, изјавио је Лијам Хаулет за интернет магазин након што је завршио албум. На питање зашто му је требало седам година да би завршио албум одговорио је: Није ми требало седам година. Требало ми је годину дана. Осталих шест сам играо голф.— 20px, in Лијам Хаулет, Nekozine, интернет магазин (2004), 20п

### (1990—2005)
Од њиховог окупљања 1990. године, четири студијска албума, огромног броја синглова, првих места на топ-листама у 27 земаља, светских турнеја и незаборавних живих наступа, па све до музичких и социолошких контроверзи којима су продрмали јавност — 17. октобра 2005. излази први компилацијски албум који представља пресек њихове дотадашње каријере. Албум се састојао од два диска. Први је садржао њихове највеће хит-синглове, по избору фанова који су гласали. Други диск представљао је избор бенда и састојао се од живих снимака и ремикса. Мање од недељу дана након изласка албум је доспео на прво место британске листе. Непосредно пред излазак албума Their Law: The Singles 1990-2005, бенд је већ кренуо на велику светску турнеју под истим називом. У оквиру ње 7. октобра 2005. поново су гостовали у Београду.

### (2005—данас)
Бенд је доживео велики ударац 4. марта 2019. године, када је Кит Флинт пронађен је мртав у свом дому у Есексу.

## Синглови
| Датум изласка                  | Назив | Издавачка кућа | Позиција (УК)                  | Ознака првог издања                                      |
| Фебруар, 1991.                 | (EP)  |                | Није доспео на листу           | — 12" винил плоча (није доштампавано)                    |
| 12. август 1991.               |       |                | #3 — две недеље                | — 7" винил плоча                                         |
| Децембар, 1991.                |       |                | #2                             | — 7" винил плоча                                         |
| 7. септембар 1992.             |       |                | #11                            | — 7" винил плоча                                         |
| 9. новембар 1992.              |       |                | #5                             | — 7" винил плоча                                         |
| 29. март 1992.                 |       |                | #3                             | — 7" винил плоча                                         |
| Октобар, 1993.                 |       |                | #8                             | — 12" винил плоча                                        |
| 16. мај 1994.                  |       |                | #4                             | — 12" винил плоча                                        |
| Август, 1994.                  |       |                | #13                            | — 12" винил плоча                                        |
| 6. март 1995.                  |       |                | #15                            | — 12" винил плоча                                        |
| 15. март 1996.                 |       |                | #1                             | — 12" винил плоча                                        |
| 16. новембар 1996.             |       |                | #1                             | — 7" винил плоча                                         |
| 10. новембар 1997.             |       |                | #8                             | — 12" винил плоча                                        |
| 1. јул 2002.                   |       |                | #5                             | — 12" винил плоча                                        |
| 21. јун 2004. 28. јун 2004.    |       |                | Није доспео на листу           | - Ограничено издање 12" винил плоча - Дигитални даунлоуд |
| 30. август 2004.               |       |                | #19                            | — 12" винил плоча                                        |
| 1. новембар 2004.              |       |                | Није доспео на листу           | — 12" винил плоча                                        |
| 11. април 2005. 5. април 2005. |       |                | #1 Би-Би-Сијеве листе синглова | - — 12" винил плоча - Дигитални даунлоуд                 |
| 3. октобар 2005.               |       |                | #20                            | сингл                                                    |

## Чланови бенда

### Тренутна постава
- Лијам Хаулет (Liam Howlett) — клавијатуре, програмирање
- Максим Ријалити (Maxim Reality) — певач, играч

### Бивши чланови
- Лирој Торнхил — играч, клавијатуре (уживо) (отишао 4. априла 2000)
- Шарки (Sharky) — певачица, играчица (отишла почетком '90-их)
- Кит Флинт (Keith Flint) — певач, играч (умро 4. марта 2019)

### Чланови на живим наступима
- Лио Крејбтри (Leo Crabtree) — бубњеви и гитара
- Роб Холидеј (Rob Holliday) — гитара

### Бивши чланови на живим наступима
- Џиз Бат (Gizz Butt) — гитара
- Џим Дејвис (Jim Davies) — гитара
- Али Макинес (Alli Maclnnes) — гитара (од 2001. до 2002)
- Кирон Пепер (Kieron Pepper) — бубњеви (од 1997. до 2007)
- Д Рев (The Rev) — гитара (2007)
- Шнел — бубњеви (2007)